# Mycetobia obscura
Mycetobia obscura är en tvåvingeart som beskrevs av Boris Mamaev 1968. Enligt Catalogue of Life ingår Mycetobia obscura i släktet Mycetobia och familjen fönstermyggor, men enligt Dyntaxa är tillhörigheten istället släktet Mycetobia och familjen savmyggor. Arten är reproducerande i Sverige. Inga underarter finns listade i Catalogue of Life.